# Fred M. Warner

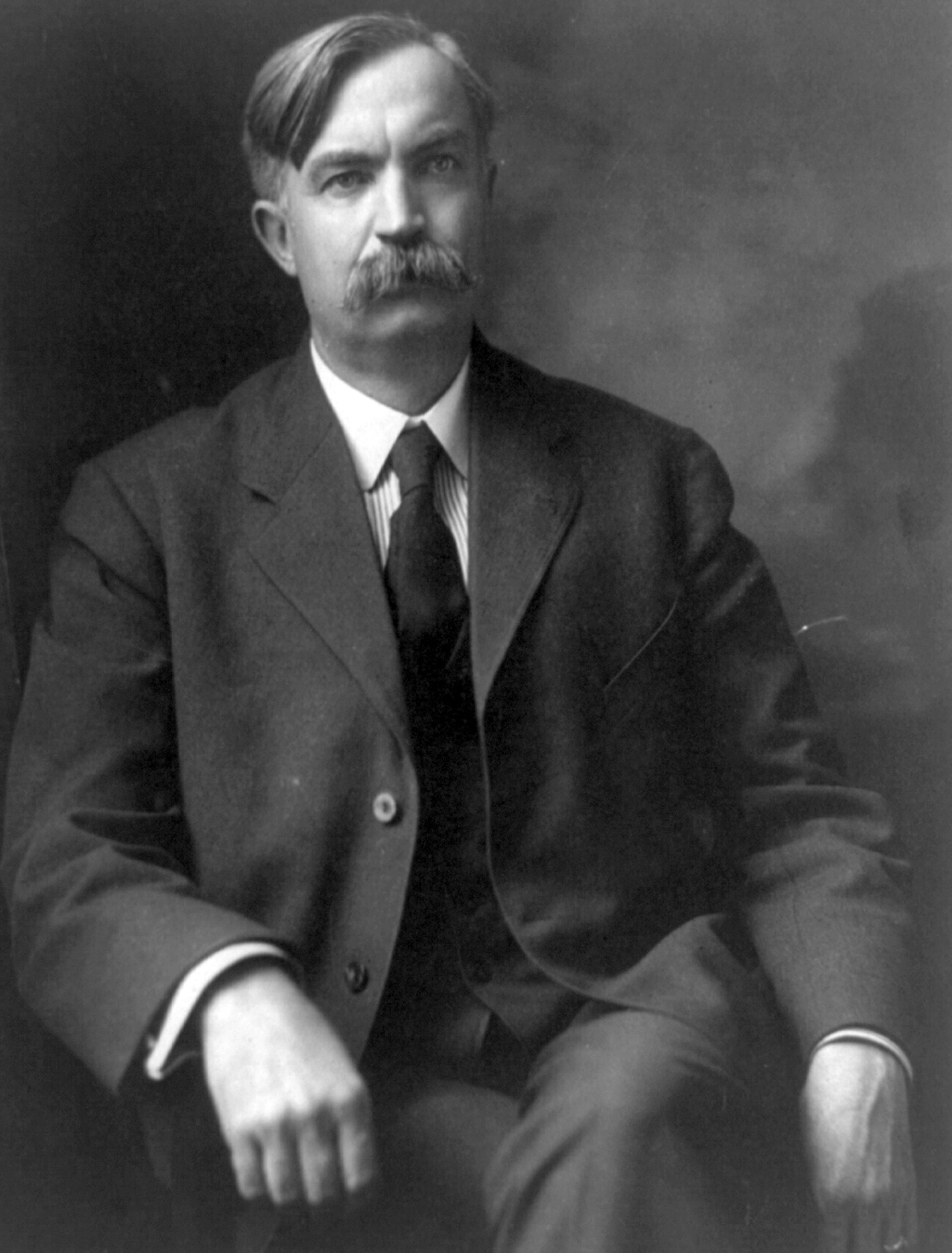
Fred M. Warner (um 1908)

Frederick Maltby „Fred“ Warner (* 21. Juli 1865 in Hickling, England; † 18. April 1923 in Milwaukee, Wisconsin) war ein US-amerikanischer Politiker und von 1905 bis 1911 der 26. Gouverneur des Bundesstaates Michigan.

## Frühe Jahre und politischer Aufstieg
Warner wurde in England als Sohn eines amerikanischen Politikers geboren. Sein Vater P. Dean Warner war lange Zeit Mitglied beider Kammern der Michigan Legislature. Schon früh wurde Fred Warner nach dem Tod seiner Eltern zum Waisenkind. Er wurde von einer Familie in Farmington adoptiert; dort besuchte er auch die Grundschule. Später absolvierte er das Michigan Agricultural College. Danach arbeitete er im Laden seines Adoptivvaters. Im weiteren Verlauf befasste sich Warner mit der Käseherstellung und erwarb insgesamt 13 Molkereien.
Warner war Mitglied der Republikanischen Partei. Zwischen 1895 und 1898 saß er im Senat von Michigan. Von 1901 bis 1904 war er unter Gouverneur Aaron T. Bliss Secretary of State von Michigan. Im Jahr 1904 wurde er dann selbst als Kandidat seiner Partei zum neuen Gouverneur gewählt. Er setzte sich mit 54,1 Prozent der Stimmen gegen den Demokraten Woodbridge Nathan Ferris durch.

## Gouverneur von Michigan
Warner trat sein Amt am 1. Januar 1905 an. Nachdem er in den Jahren 1906 und 1908 jeweils bestätigt wurde, konnte er es bis zum 2. Januar 1911 ausüben. In dieser Zeit wurde der Ausbau der Straßen in Michigan vorangetrieben. Das geschah vor dem Hintergrund des zu erwartenden Anstiegs der Automobilverkehrs. Die Gesetzgebung zur Kontrolle der Eisenbahn und Versicherungsgesellschaften wurde verbessert. Damals wurde das Vorwahlsystem (Primary Election Law) in Michigan eingeführt. Warner galt als progressiver Gouverneur, der sich auch für den Umweltschutz, die Verbesserung der Gesetze zur Regelung der Kinderarbeit und das Frauenwahlrecht einsetzte. Auch ein Fabrikaufsichtsgesetz (Factory inspection Bill) wurde damals erlassen.
Nach dem Ende seiner Gouverneurszeit blieb Warner weiterhin an der Politik interessiert. Von 1920 bis zu seinem Tod im Jahr 1923 gehörte er dem Republican National Committee an. Fred Warner war mit Martha M. Davis verheiratet, mit der er vier Kinder hatte.